# Paspalum longipedunculatum
Paspalum longipedunculatum là một loài thực vật có hoa trong họ Hòa thảo. Loài này được J.Le Conte mô tả khoa học đầu tiên năm 1820.